# Kościół św. Maksymiliana w Siedlcach
Kościół pw. św. Maksymiliana – kościół murowany w stylu współczesnym, w Siedlcach przy ulicy Kazimierzowskiej 128. Kościołem opiekują się ojcowie franciszkanie.
Wybudowany w latach 1991–1995, staraniem oo. franciszkanów. Konsekrowany w 1995 roku przez ks. bp. Jana Mazura.

## Przypisy

Wnętrze kościoła Świętego Maksymiliana w Siedlcach